# Rikito Inoue
Rikito Inoue (井上 黎生人 Inoue Rikito?, Shimane, 9 de marzo de 1997) es un futbolista japonés que juega como centrocampista en el Cerezo Osaka.

## Trayectoria

### Clubes
| Club               | País  | Año       |
| ------------------ | ----- | --------- |
| Gainare Tottori    | Japón | 2015-2020 |
| Fagiano Okayama    | Japón | 2021      |
| Kyoto Sanga F. C.  | Japón | 2022-2023 |
| Urawa Red Diamonds | Japón | 2024-2025 |
| Cerezo Osaka       | Japón | 2025-     |